# Universidad Piloto de Colombia
La Universidad Piloto de Colombia es una universidad privada y autónoma colombiana, fundada el 14 de septiembre de 1962 y con reconocimiento del Ministerio de Educación Nacional, sujeta a inspección y vigilancia por medio de la Ley 1740 de 2014 y la ley 30 de 1992  del Ministerio de Educación de Colombia. Su sede principal se encuentra en el norte de Bogotá, perteneciendo a la localidad de Chapinero, y cuenta con una sede o extensión en el municipio de Girardot. La universidad cuenta con 15 programas de pregrado, 11 especializaciones, 7 Maestrías y diferentes diplomados. Es miembro de la Asociación Colombiana de Universidades (ASCUN) y la red iberoamericana de universidades Universia.

## Historia
En 1962 un grupo de estudiantes de Arquitectura de la Universidad de América, mostraron su inconformismo ante los mecanismos de educación y formación académica establecidos en el sistema educativo de la Universidad. Su inconformidad se debía a que los modelos arquitectónicos enseñados eran para la geografía europea, y por ende, era de difícil aplicación para la estructura geográfica colombiana.
A raíz de esto, se gestó un movimiento estudiantil con el objetivo de reformar dicho sistema y reestructurarlo por medio de una institución que respondiera a las necesidades de los jóvenes estudiantes. Para agosto del mismo año, un gran número de estudiantes conformados por equipos de trabajo y bajo responsabilidades legales, económicas y de gestión humana, se instalaron en el Teatro del parque nacional de forma temporal, encabezados por estudiantes de semestres superiores. 
Un grupo de Senadores de la República, entre los cuales cabe destacar a los doctores Alfonso Palacio Rudas y Raúl Vásquez Vélez, decidieron participar en la magnífica idea y facilitaron a los estudiantes y padres de familia el Salón Elíptico del Capitolio Nacional, para que allí reunidos discutieran y aprobaran los Estatutos el 14 de septiembre de 1962 y le dieran origen a la Universidad, la cual se denominó Corporación Universidad Piloto de Colombia.

## Sedes

### Sede Bogotá

#### Campus e instalaciones
La Universidad posee 12 edificios conformados por sedes administrativas, sede de postgrados, facultades, salones y laboratorios de arquitectura, ingeniería y psicología. Los edificios más conocidos se denominan Alfonso Palacio Rudas (APR), edificio Fundadores (F), y edificio José Alberto Alvarado (G), caracterizados por su moderna infraestructura, compuesta por material cristalino y concreto. Cuenta con 15 programas de pregrado.

### Sede Girardot

#### Campus e instalaciones
La universidad tiene una sede ubicada en Girardot Colombia, compuesto por 4 edificios, ubicados en un área de 214483 metros cuadrados.

## Facultades y Departamentos
La Universidad Piloto de Colombia cuenta con cinco facultades, en las que se encuentran:
- Facultad de Arquitectura y Artes

Arquitectura, Diseño Gráfico y Diseño de Espacios y Escenarios
- Facultad de Ingeniería

Ingeniería Civil, Ingeniería Mecatrónica, Ingeniería Financiera, Ingeniería de Telecomunicaciones, Ingeniería de Mercados e Ingeniería de Sistemas
- Facultad de Ciencias Económicas y Administrativas

Administración de Empresas, Contaduría Pública, Economía, Marketing y Negocios Internacionales
- Facultad de Ciencias Ambientales

Administración Ambiental
- Facultad de Ciencias Humanas

Psicología 
Además de las carreras profesionales, la Piloto ofrece cursos de postgrados. Cuenta con siete maestrías y once especializaciones.
- Maestrías
  - Maestría en Arquitectura
  - Maestría en Gerencia de Proyectos
  - Maestría en Gestión Humanas de las Organizaciones
  - Maestría en Gestión de la Infraestructura para el Desarrollo
  - Maestría en Gestión Urbana
  - Maestría en Gestión de Redes de Valor y Logística
  - Maestría en Seguridad Informática y de las Comunicaciones

- Especializaciones
  - Especialización en Gerencia de Proyectos
  - Especialización en Gerencia Tributaria
  - Especialización en Gerencia y Administración Financiera
  - Especialización en Telecomunicaciones
  - Especialización en Gerencia de Mercadeo Estratégico
  - Especialización en Gerencia de Seguridad y Salud en el Trabajo
  - Especialización en Seguridad Informática
  - Especialización en Gestión Ambiental Urbana
  - Especialización en Gestión Humana de las Organizaciones
  - Especialización en Gerencia de Proyectos - Metodología Virtual
  - Especialización en Docencia Universitaria - Metodología Virtual

Por su parte, fuera de los programas ofertados tanto en pregrado y postgrado, la universidad ofrece cursos libres, diplomados y programas en la Región Caribe, promocionado por el área de Educación Continua. 